# Susanne Wigene
Susanne Wigene (Haugesund, 12 febbraio 1978) è un'ex mezzofondista norvegese.

## Palmarès

### Europei
- 1 medaglia:
  - 1 argento (Göteborg 2006 nei 10000 metri piani)